# جشنواره شمع رانیری

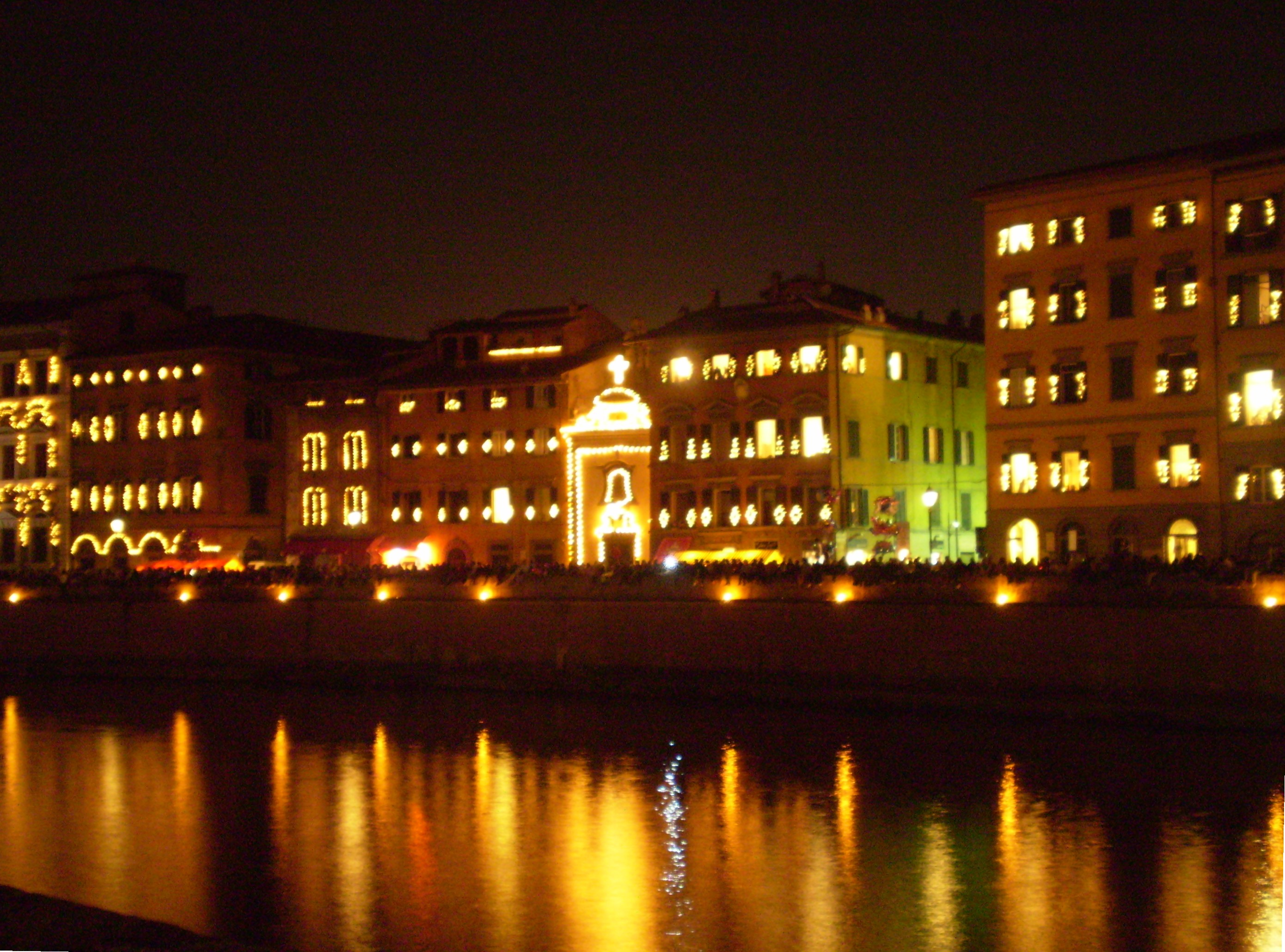
لومینارای سال 2007

لا لومینآرآ دی سآن رآنییِری (ایتالیایی: La Luminara di San Ranieri به معنای: شمع حضرت رانیری) جشنواره‌ای است مذهبی که هرساله در شامگاه ۱۶ ژوئن، در شهر پیزا، ایتالیا، با نام «پدر مقدس شهر؛ سان رانیری» آغاز می‌شود.